# Aimee Sweet
Aimee Sweet (Miami (Florida),1977. május 14. –) amerikai modell és pornószínésznő.
19 éves korában találkozott Suze Randall-lel, ekkor kezdődött pályafutása. Nem sokkal később szerepelt a Penthouse erotikus magazinban és 1998 augusztusában Penthouse Petté választották. Ezt követően számos más férfimagazinban megjelentek képei.
1999-ben Milánóba költözött, ahol a francia Elite modellügynökség egyik modellje lett. Később visszatért az Egyesült Államokba, ahol elindította saját honlapját, több pornófilmben és televíziós műsorban, valamint a Korn együttes Thoughtless és a Marilyn Manson Tainted Love című videóklipjeiben.

## Válogatott filmográfia
| - "Sex Games Vegas" (2005) - Busty Cops 2 (2006) (V) - Centerfold Fetish (2005) (V) - Chloroformed Pin-Up Girls! (2004) (V) - Foot Worship Adventures! (2004) (V) - Office Girl Abductions! (2004) (V) - It's a Chloro Ruse! (2004) (V) - These Little Ladies Are All Wrapped Up! (2004) | - Helpless, Naked Strugglers (2004) (V) - Meridians of Passion (2004) (V) - Jack's Playground 13 (2004) (V) - May Girls of IVOLT (2002) (V) - Survivors Exposed (2001) …. Angela Adams - Penthouse: Harlots of Hell (2000) (V) - Penthouse Lingerie Party (1999) (V) |